# Alisa Kwitney
Alisa Kwitney  es una escritora estadounidense.
Hija de la unión entre Robert Sheckley y Ziva Kwitney, Alisa Kwitney nació en la ciudad de Nueva York. Se graduó en la Universidad de Wesleyan en filología inglesa y realizó un master en la Universidad de Columbia sobre escritura de ficción. Fue editora de Vertigo Comics, rama de la editorial DC Comics, dedicada a las publicaciones para adultos. 
Harper-Collins publicó su primera novela, Till The Fat Lady Sings, en 1991. La utilizó también como tesis doctoral.
Actualmente vive en el Upper West Side de Manhattan. 

## Obras
- Till The Fat Lady Sings (1991)
- The Dominant Blonde (2002)
- Does She or Doesn't She? (2003)
- On the Couch (2004)
- Sex as a Second Language: A Novel (2006)